# Cryptodesmus modiglianii
Cryptodesmus modiglianii är en mångfotingart som beskrevs av Filippo Silvestri 1895. Cryptodesmus modiglianii ingår i släktet Cryptodesmus och familjen Cryptodesmidae. Inga underarter finns listade i Catalogue of Life.